# Lista de nós primos
Em teoria matemática de nós, os nós primos são aqueles que são indecompositáveis sob a operação de soma de nós. Eles são listados aqui para uma rápida comparação de esquemas de nomenclatura variado e de suas propriedades.

## Tabela de nós primos

### Seis ou menos cruzamentos
| Nome           | Figura | Alexander- Briggs-Rolfsen | Dowker- Thistlethwaite | Notação de Dowker | Notação de Conway |
| -------------- | ------ | ------------------------- | ---------------------- | ----------------- | ----------------- |
| Nó trivial     |        | 01                        | 0a1                    | —                 | —                 |
| Nó de trevo    |        | 31                        | 3a1                    | 4 6 2             | [3]               |
| Nó figura oito |        | 41                        | 4a1                    | 4 6 8 2           | [22]              |
| Nó 5,1         |        | 51                        | 5a2                    | 6 8 10 2 4        | [5]               |
| Nó 5,2         |        | 52                        | 5a1                    | 4 8 10 2 6        | [32]              |
| Nó 6,1         |        | 61                        | 6a3                    | 4 8 12 10 2 6     | [42]              |
| Nó 6,2         |        | 62                        | 6a2                    | 4 8 10 12 2 6     | [312]             |
| Nó 6,3         |        | 63                        | 6a1                    | 4 8 10 2 12 6     | [2112]            |